# Burma VJ – Berichte aus einem verschlossenen Land
Burma VJ – Berichte aus einem verschlossenen Land ist ein dänisches Doku-Drama von Anders Østergaard aus dem Jahr 2008. Der Film begleitet die Demonstrationen in Myanmar im Jahr 2007, die sich gegen die Militärdiktatur in Birma richteten. Der Film war 2010 für einen Oscar in der Kategorie Bester Dokumentarfilm nominiert.

## Handlung
Der Film basiert auf dem Material verschiedener Videojournalisten (VJs) in Birma, die versuchen, die Situation in ihrem Land zu dokumentieren. Ihre Aufnahmen, über mehrere Monate während der Demonstrationen in Myanmar 2007 entstanden, werden in der Montage verwoben. Burma VJ zeigt dabei die Anfänge der Demonstrationen ebenso wie ihre Niederschlagung.

## Kritik
Der Dokumentarfilm wurde allgemein positiv aufgenommen. So finden sich bei Rotten Tomatoes von 59 Reviews lediglich zwei negative. Dem Konsens nach sei der Film ein „kraftvolles, viszerales Doku-Drama“. Auch eine Zusammenfassung der Kritiken bei Metacritic ergibt einen Metascore, der bei 82 von 100 Punkten liegt. Der Hauptkritikpunkt des Films lag nach den Kritikern in der Dramatisierung einiger Szenen, wobei auch die Nachstellung einiger Szenen für Kontroversen sorgte. Robert Davis, ein Redakteur des Magazins Paste, gab an, Østergaard „verwische die Linie zwischen dem, was real ist und dem, was nachgebildet ist“.

## Auszeichnungen
Nach seiner Veröffentlichung erhielt das Doku-Drama viele Kritiker- und Publikumspreise. 2009 erhielt Burma VJ auf dem Sundance Film Festival den World Cinema Documentary Film Editing Award. Im selben Jahr wurde der Film auf dem San Francisco International Film Festival in der Kategorie Investigative Documentary Feature ausgezeichnet. Burma VJ war eine der nominierten Filme in der Kategorie Bester Dokumentarfilm bei der Oscarverleihung 2010, verlor aber gegen Die Bucht.